# 크나페
크나페(팔레스타인 아랍어: كنافة, 표준 아랍어:  쿠나파[*])는 팔레스타인의 디저트이다. 레반트를 비롯한 아랍권에서 즐겨 먹으며, 그 외에도 튀르키예, 캅카스 등에서 먹는다. 이슬람 세계에서는 라마단 기간에 먹는 음식이다. 치즈 페이스트리를 달콤한 시럽에 담가 만든 디저트이다. 퀴네페(튀르키예어: künefe)로도 알려져 있다.

## 만들기
여러 가지 페이스트리가 쓰인다.
- 카슈나(아랍어: خشنة; "거친") – 길고 얇은 국수/실 모양 크러스트
- 나아마(아랍어: ناعمة; "부드러운") – 세몰리나 반죽
- 무히라(아랍어: محيرة; "섞인") – 카슈나와 나아마를 섞은 것
- 마브루마(아랍어: مبرومة; "꼬인") – 국수/실

크나페 페이스트리를 버터, 마가린, 야자 기름 또는 전통 버터인 사므나에 익힌 뒤, 나블루스 치즈 등의 치즈를 얹고, 그 위에 페이스트리를 더 얹는다. 카슈나 크나페의 경우, 치즈를 페이스트리로 말아 만든다. 거의 다 익었을 때 설탕과 물에 장미수나 오렌지꽃물을 약간 넣어 만든 걸쭉한 시럽을 붓고, 잘게 부순 피스타치오를 고명으로 얹는다.

## 사진 갤러리

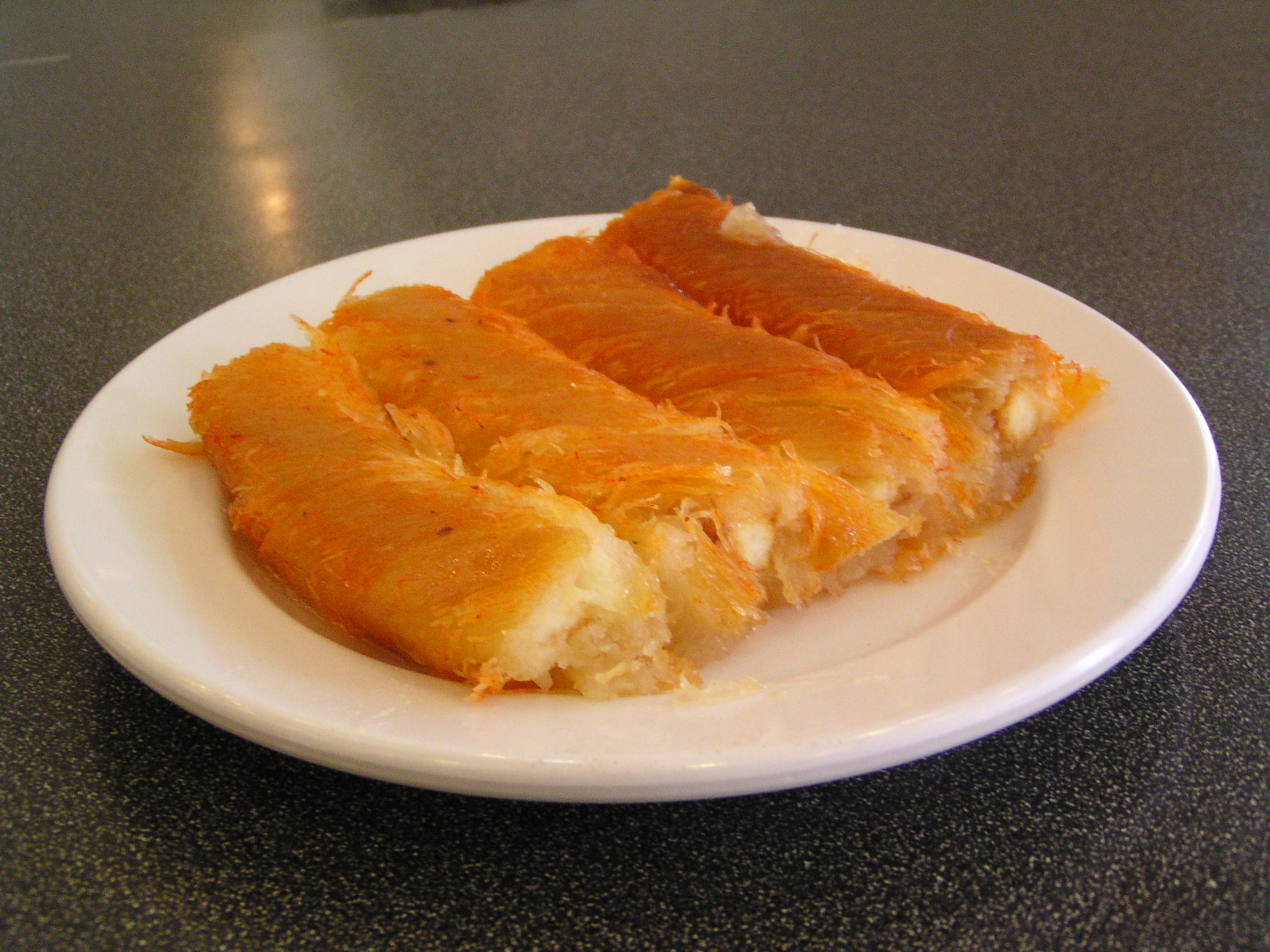
크나페 마브루마(كنافة مبرومة)
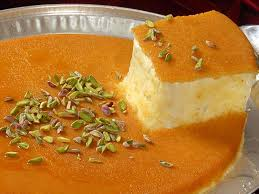
팔레스타인의 나블루스 크나페
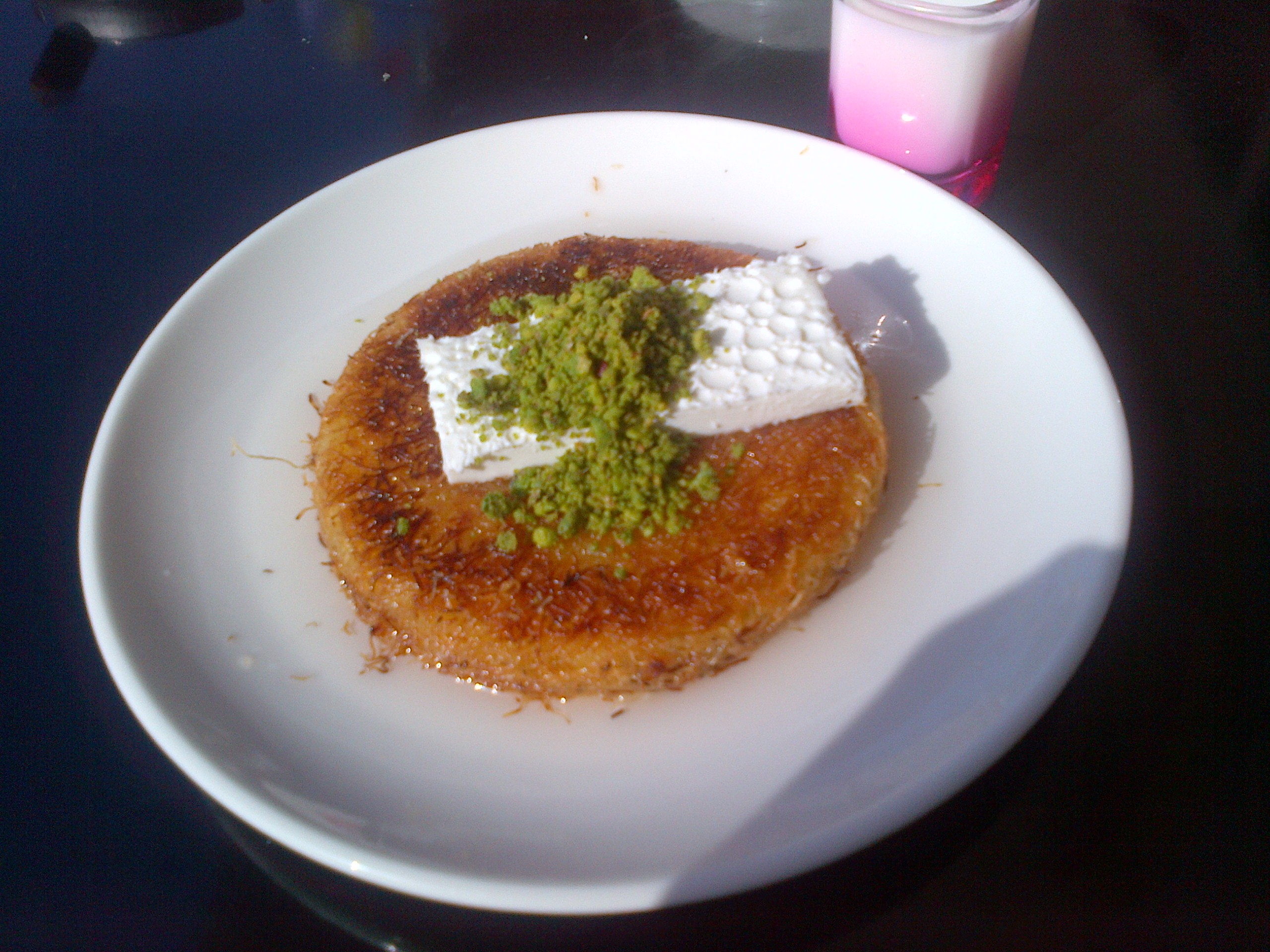
카이마크를 올린 튀르키예의 퀴네페

## 같이 보기
- 카다이으프 돌마
- 치즈 케이크